# Проточное (Крым)
Прото́чное (до 1948 года Но́вый Баяу́т; укр. Проточне, крымскотат. Yañı Bayavut, Янъы Баявут) — село в Красногвардейском районе Республики Крым, входит в состав Новопокровского сельского поселения (согласно административно-территориальному делению Украины — Новопокровского сельского совета Автономной Республики Крым).

## Население
| 2001 | 2014 |
| ---- | ---- |
| 254  | ↘151 |

Всеукраинская перепись 2001 года показала следующее распределение по носителям языка
| Язык             | Процент |
| ---------------- | ------- |
| русский          | 59.45   |
| крымскотатарский | 24.8    |
| украинский       | 8.27    |
| молдавский       | 3.54    |
| другие           | 0.79    |

### Динамика численности
| - 1805 год — 374 чел. - 1864 год — 92 чел. - 1889 год — 272 чел. - 1892 год — 58 чел. - 1902 год — 58 чел. - 1904 год — 118 чел. - 1911 год — 252 чел. | - 1915 год — 90/58 чел. - 1926 год — 224 чел. - 1936 год — 225 чел. - 1989 год — 217 чел. - 2001 год — 254 чел. - 2009 год — 209 чел. - 2014 год — 151 чел. |

## Современное состояние
На 2017 год в Проточном числится 2 улицы — Виноградная и Мичурина; на 2009 год, по данным сельсовета, село занимало площадь 64,5 гектара на которой, в 80 дворах, проживало 209 человек. Село связано автобусным сообщением с райцентром и соседними населёнными пунктами.

## География
Проточное — село на юго-востоке района, в степном Крыму, на правом берегу реки Салгир в нижнем течении, высота центра села над уровнем моря — 37 м. Соседние сёла: Мироновка в 2,4 км на юго-запад, Новопокровка в 2,2 км на северо-запад и Новодолинка — в 2 км на восток. Расстояние до райцентра — около 23 километров (по шоссе), там же ближайшая железнодорожная станция — Урожайная. Транспортное сообщение осуществляется по региональной автодороге 35Н-235 Новопокровка — Новодолинка (по украинской классификации — С-0-10624).

## История
Современное Проточное находится на месте старинного татарского селения Кучук-Баяут, первое документальное упоминание которого встречается в Камеральном Описании Крыма… 1784 года, судя по которому, в последний период Крымского ханства Кучук Беявут входил в Кучук Карасовский кадылык Карасубазарского каймаканства. После присоединения Крыма к России (8) 19 апреля 1783 года, (8) 19 февраля 1784 года, именным указом Екатерины II сенату, на территории бывшего Крымского Ханства была образована Таврическая область и деревня была приписана к Симферопольскому уезду. После Павловских реформ, с 1796 по 1802 год, входила в Акмечетский уезд Новороссийской губернии. По новому административному делению, после создания 8 (20) октября 1802 года Таврической губернии, Кучук-Баяут был включён в состав Табулдинской волости Симферопольского уезда.
В Ведомости о всех селениях в Симферопольском уезде состоящих с показанием в которой волости сколько числом дворов и душ… от 9 октября 1805 года, записана одна деревня Баяут (определить, имелся в виду Биюк или Кучук-Баяут пока не представляется возможным), в которой числилось 67 дворов и 374 жителя, исключительно крымских татар Затем, видимо, в связи с эмиграцией татар в Турцию, деревня обезлюдела и на военно-топографической карте генерал-майора Мухина 1817 года Кучук-Баяут обозначен пустующим. После реформы волостного деления 1829 года Бургуя, согласно «Ведомости о казённых волостях Таврической губернии 1829 года», отнесли к Айтуганской волости. На карте 1842 года вновь один Баяут обозначен условным знаком «малая деревня», то есть, менее 5 дворов.
В 1860-х годах, после земской реформы Александра II, деревню приписали к Зуйской волости. В 1862 году владельцем селения графом Толстым была построена и освящена церковь Покрова. В «Списке населённых мест Таврической губернии по сведениям 1864 года», составленном по результатам VIII ревизии 1864 года, Ново-Баяут — русское местечко, с 15 дворами, 92 жителями и церковью при реке Салгире. Известно, что в Ново-Баяуте, как минимум, с 1869 года проводилось 2 ярмарки: 23 апреля Георгиевская и 1 октября — Покровская. В 1874 году, при Ново-Баяуте, на 1600 десятинах земли, крымские немцы лютеране основывают поселение с таким же названием (видимо, после этого за русской частью села закрепилось название Баяут Русский).
Но в «Памятной книге Таврической губернии 1889 года» по результатам Х ревизии 1887 года ещё записан один Бай-Аут с 47 дворами и 272 жителями.
После земской реформы 1890 года Баяуты отнесли к Табулдинской волости. Согласно «…Памятной книжке Таврической губернии на 1892 год», в посёлке Ново-Баяут, входившем в Новосельское сельское общество, было 58 жителей в 9 домохозяйствах на собственной земле. По «…Памятной книжке Таврической губернии на 1902 год» в деревне Ново-Баяут, входившей в Новосельское сельское общество, числились те же 58 жителей в 10 домохозяйствах. В 1905 году в Ново-Баяуте было 118 жителей, в 1911—252, на тот же год для обеспечения водой имелось 20 колодцев. По Статистическому справочнику Таврической губернии. Ч.II-я. Статистический очерк, выпуск шестой Симферопольский уезд, 1915 год, в деревне Ново-Баяут Табулдинской волости Симферопольского уезда числилось 23 двора с немецким населением в количестве 90 человек приписных жителей и 58 — «посторонних», из которых 72 мужчины и 76 женщин. Жители владели 1603 десятинами удобной земли. В хозяйствах имелось 182 лошади, 162 вола, 88 коров и 93 головы мелкого скота. Согласно списку 1915 года «…русских подданных из австрийских, венгерских или германских выходцев» землевладельцев, опубликованном в газете «Таврические губернские ведомости» в апреле 1915 года, при деревне Ново-Баяут значатся братья Гогенлох Готфрид, Иоганес, Альберт, Яков и Вильгельм Готфридовичи, владевшие 200 десятинами земли. На 1917 год в селении действовало почтовое отделение.
После установления в Крыму Советской власти и учреждения 18 октября 1921 года Крымской АССР, в составе Феодосийского уезда был образован Сейтлерский район, в состав которого включили село. В 1922 году уезды получили название округов. 11 октября 1923 года, согласно постановлению ВЦИК, в административное деление Крымской АССР были внесены изменения, в результате которых был ликвидирован Сейтлерский район и село включили в состав Феодосийского. Согласно Списку населённых пунктов Крымской АССР по Всесоюзной переписи 17 декабря 1926 года, в селе Баяут Новый, Новосельевского сельсовета Феодосийского района, числилось 50 дворов, из них 40 крестьянских, население составляло 224 человека, из них 202 немца, 71 русских, 7 украинцев, 7 чехов, 1 записаны в графе «прочие», действовала немецкая школа I ступени (пятилетка). Постановлением ВЦИК «О реорганизации сети районов Крымской АССР» от 30 октября 1930 года, был создан Биюк-Онларский район, как национальный (лишённый статуса национального постановлением Оргбюро ЦК КПСС от 20 февраля 1939 года) немецкий в который включили село. Постановлением Президиума КрымЦИКа «Об образовании новой административной территориальной сети Крымской АССР» от 26 января 1935 года был создан немецкий национальный Тельманский район (с 14 декабря 1944 года — Красногвардейский) и село, с населением 225 человек, включили в его состав. Вскоре после начала Великой Отечественной войны, 18 августа 1941 года крымские немцы были выселены, сначала в Ставропольский край, а затем в Сибирь и северный Казахстан.
После освобождения Крыма от фашистов, 12 августа 1944 года было принято постановление № ГОКО-6372с «О переселении колхозников в районы Крыма» по которому в район из областей Украины и России переселялись семьи колхозников, а в начале 1950-х годов последовала вторая волна переселенцев из различных областей Украины. С 25 июня 1946 года Новый Баяут в составе Крымской области РСФСР. Указом Президиума Верховного Совета РСФСР от 18 мая 1948 года, село, как один Новый Баяут переименовали в Проточное. 26 апреля 1954 года Крымская область была передана из состава РСФСР в состав УССР. Время включения в Новопокровский сельсовет пока не установлено: на 15 июня 1960 года село уже числилось в его составе. По данным переписи 1989 года в селе проживало 217 человек. С 12 февраля 1991 года село в восстановленной Крымской АССР, 26 февраля 1992 года переименованной в Автономную Республику Крым. С 21 марта 2014 года в составе Крыма аннексировано Россией.